# 1991-es amatőr ökölvívó-Európa-bajnokság
A 29. amatőr ökölvívó-Európa-bajnokság
- Helyszín: Göteborg, Svédország.
- Időpont: 1991. május 7. – 12.
- 12 versenyszámban avattak bajnokot.
- Az Európa-bajnokságokon a küzdelmek egyenes kieséses rendszerben zajlanak, és mindkét elődöntő vesztese bronzérmet kap.

## Érmesek
- Kovács István aranyérmet szerzett légsúlyban.
- Hart Péter  bronzérmet szerzett nehézsúlyban.
- Lakatos Pál  bronzérmet szerzett papírsúlyban.
- Mizsei György  bronzérmet szerzett váltósúlyban.

| 1991. évi amatőr ökölvívó-Európa-bajnokság érmesei |                                     |                                     |                                                                     |
| Versenyszám                                        | Arany                               | Ezüst                               | Bronz                                                               |
| Szupernehézsúly                                    | Jevgenyij Beljuszov (Szovjetunió)   | Andreas Schnieders (Németország)    | Szvilen Ruszinov (Bulgária) Brian Nielsen (Dánia)                   |
| Nehézsúly                                          | Arnold Vanderlyde (Hollandia)       | Georgios Stefanopoulos Görögország  | Hart Péter (Magyarország) Jevgenyij Szokolov (Szovjetunió)          |
| Félnehézsúly                                       | Dariusz Michalczewski (Németország) | Peter Zwezerijnen (Hollandia)       | Marcel Beresoaie (Románia) Rosztiszlav Zaulicsnij (Ukrajna)         |
| Középsúly                                          | Sven Ottke (Németország)            | Michael Franek (Csehszlovákia)      | Alekszandr Lebzjak (Szovjetunió) Robert Buda (Lengyelország)        |
| Nagyváltósúly                                      | Israel Akopkocsjan (Szovjetunió)    | Torsten Schmitz (Németország)       | Jan Dydak (Lengyelország) Ole Klemetsen (Norvégia)                  |
| Váltósúly                                          | Roberto Welin (Svédország)          | Vlagyimir Jerescsenko (Szovjetunió) | Mujo Bajrović (Jugoszlávia) Mizsei György (Magyarország)            |
| Kisváltósúly                                       | Konsztantin Cju (Szovjetunió)       | Andreas Zülow (Németország)         | Vukasin Dobrasinović (Jugoszlávia) Michele Piccirillo (Olaszország) |
| Könnyűsúly                                         | Vasile Nistor (Románia)             | Ajrat Samatov (Szovjetunió)         | Marco Rudolph (Németország) Toncso Toncsev (Bulgária)               |
| Pehelysúly                                         | Paul Griffin (Írország)             | Faat Gatin (Szovjetunió)            | Alan Vaughan (Anglia) Djamel Lifa (Franciaország)                   |
| Harmatsúly                                         | Szerafim Todorov (Bulgária)         | Miguel Dias (Hollandia)             | Andreas Tews (Németország) Jimmy Majanya (Svédország)               |
| Légsúly                                            | Kovács István (Magyarország)        | Mario Loch (Németország)            | Daniel Petrov (Bulgária) Valentin Barbu (Románia)                   |
| Papírsúly                                          | Ivajlo Marinov (Bulgária)           | Luigi Castiglione (Olaszország)     | Lakatos Pál (Magyarország) John-Paul Weir (Skócia)                  |